# NGC 5318
NGC 5318 é uma galáxia lenticular (SB0) localizada na direcção da constelação de Canes Venatici. Possui uma declinação de +33° 42' 19" e uma ascensão recta de 13 horas, 50 minutos e 35,9 segundos.
A galáxia NGC 5318 foi descoberta em 2 de Maio de 1785 por William Herschel.